# IV. třída okresu Pelhřimov
IV. třída okresu Pelhřimov tvořila společně s ostatními skupinami čtvrté třídy nejnižší (desátou nejvyšší) fotbalovou soutěž v České republice. Byla řízena Okresním fotbalovým svazem Pelhřimov. Hrála se každý rok od léta do jara se zimní přestávkou, počet účastníků nebyl stálý. Zanikla po sezoně 2016/17. Vítěz postupoval do III. třídy okresu Pelhřimov.

## Vítězové

### IV. třída okresu Pelhřimov
| Ročník    | Vítězný tým                      |
| --------- | -------------------------------- |
| 2003/2004 | TJ Start Lukavec „B“             |
| 2004/2005 | TJ Dálnice Speřice „B“           |
| 2005/2006 | FK Pelhřimov „B“                 |
| 2006/2007 | Sokol Košetice „B“               |
| 2007/2008 | Strážiště Velká Chyška           |
| 2008/2009 | TJ Sokol Mnich                   |
| 2009/2010 | TJ Spartak Počátky „B“           |
| 2010/2011 | TJ Slovan Kamenice nad Lipou „B“ |
| 2011/2012 | Rovnost Budíkov „B“              |
| 2012/2013 | TJ Sokol Čejov                   |
| 2013/2014 | TJ Slavo Třešť „C“               |
| 2014/2015 | SK Jiřice                        |
| 2015/2016 | AFK Humpolec „C“                 |
| 2016/2017 | TJ Dálnice Speřice „B“           |
| 2017/2018 |                                  |